# Santeny
Santeny is een gemeente in het Franse departement Val-de-Marne (regio Île-de-France) en telt 3140 inwoners (1999). De plaats maakt deel uit van het arrondissement Créteil.

## Geografie
De oppervlakte van Santeny bedraagt 9,9 km², de bevolkingsdichtheid is 317,2 inwoners per km².
De onderstaande kaart toont de ligging van Santeny met de belangrijkste infrastructuur en aangrenzende gemeenten.

## Demografie
Onderstaande figuur toont het verloop van het inwonertal (bron: INSEE-tellingen).